# Matnakash
Le matnakash (en arménien : Մատնաքաշ) est un pain moelleux traditionnel arménien. Le matnakash est fait de farine de blé avec de la levure ou du levain. Il est en forme ovale ou ronde.